# Tanintharyi (ville)
 (novembre 2018).
Tanintharyi est une ville de Birmanie dans la province du même nom, située au nord de la presqu'île Malaise, à 58 kil. S.-E. de Mergui, dans un cirque de monts boisés. 
Fondée en 1373  par les Siamois, elle eut son heure de célébrité; en 1759, le roi birman Alompra s'en empara. Depuis cette époque et jusqu'à la conquête anglaise, en 1824, elle fut l'objet d'attaques continuelles de la part des Siamois.

## Source
Cet article contient des extraits de La Grande Encyclopédie dont le contenu se trouve dans le domaine public. Il est possible de supprimer cette indication si le texte reflète le savoir actuel sur ce thème, si les sources sont citées, s'il satisfait aux exigences linguistiques actuelles et s'il ne contient pas de propos qui vont à l'encontre des règles de neutralité de Wikipédia.